# Espigüete
El Pico Espigüete (2450 m) es una de las mayores elevaciones de la Montaña Palentina (España), en las estribaciones de la cordillera Cantábrica (macizo de Fuentes Carrionas) y, a pesar de no ser la de mayor altitud, es su cima más característica. Está ubicado en el municipio de Velilla del Río Carrión.

## Localización
Está situado junto a la localidad de Cardaño de Abajo, en el término municipal de Velilla del Río Carrión, dentro del parque natural Montaña Palentina, a 26 km de Guardo y 126 km de Palencia. Su ubicación exacta es 42°56′40″N 4°47′22″O / 42.94444, -4.78944. Sus estribaciones occidentales pertenecen a la localidad de Valverde de la Sierra (León).

## Características

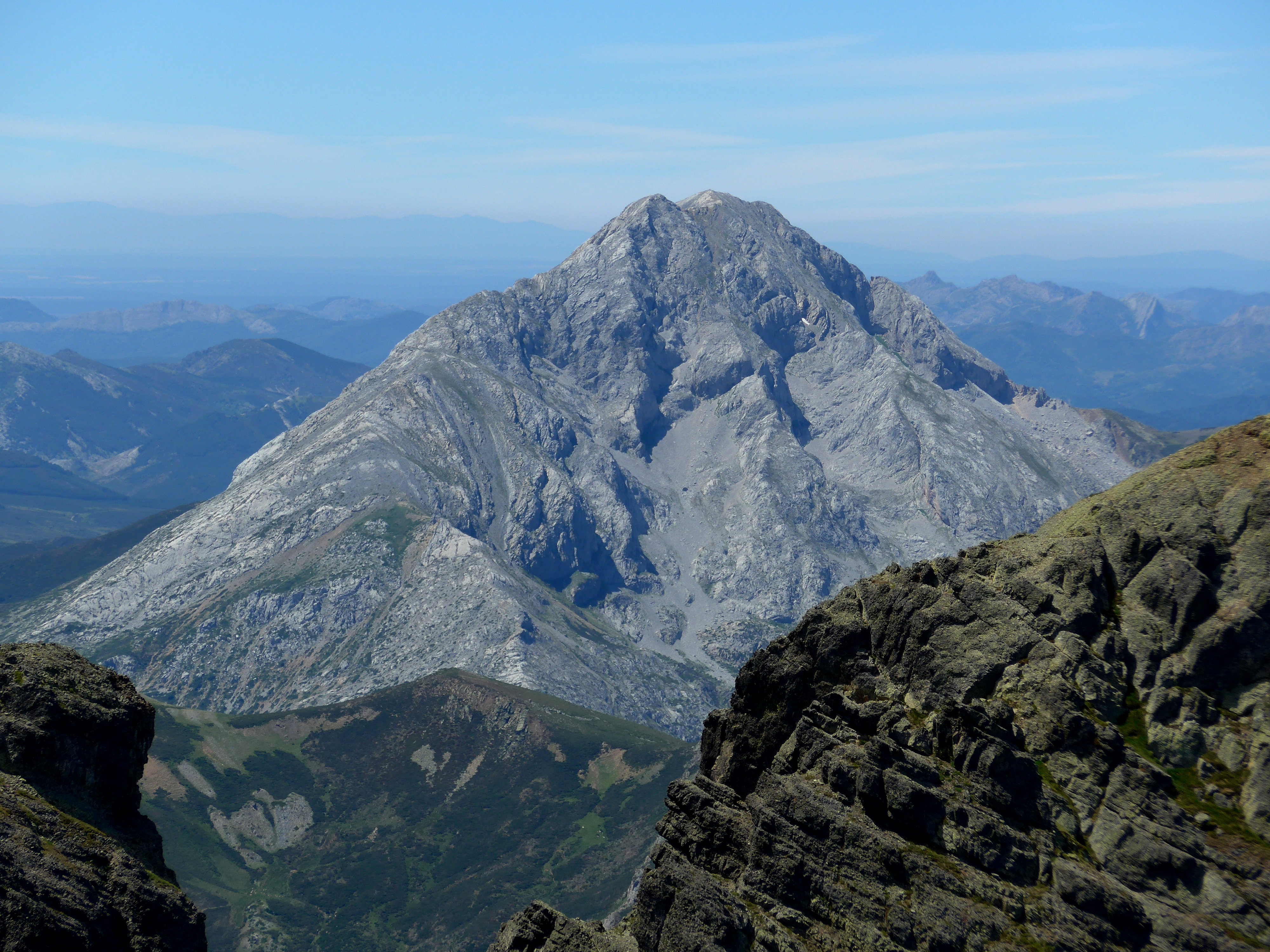
Espigüete contemplado desde el pico Curavacas

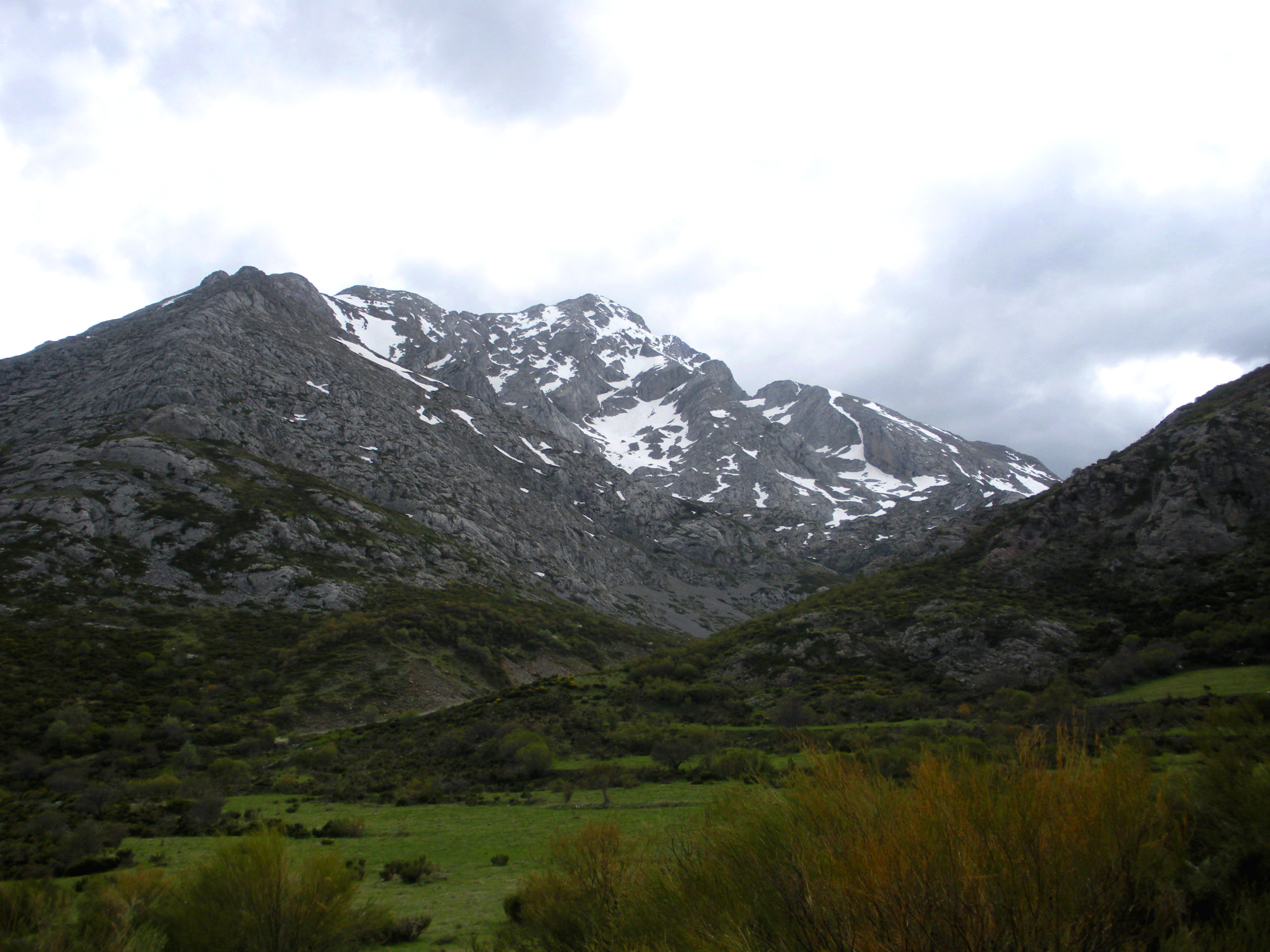
La cara noreste del Espigüete, desde Cardaño de Arriba

### Datos principales
Se trata de una mole de piedra caliza de forma piramidal, visible desde la distancia debido a su aislamiento de cualquier otro pico. La cara sur es de relieves suaves mientras en la norte presenta paredes verticales. Debido a su composición sufre variaciones en su apariencia dependiendo de la estación del año y de la iluminación, estando cubierto de nieve buena parte del invierno.
El 27 de junio de 2000 se publicó en el Boletín Oficial del Estado la declaración del parque natural de Fuentes Carrionas y Fuente Cobre-Montaña Palentina ―revisada el 28 de mayo de 2010― al que pertenece Espigüete. Es uno de los picos más altos del parque natural (2450 m), caracterizado por picos como Curavacas (2528) y por los fondos del valle, con un desnivel que puede situarse sobre los 1000 metros.

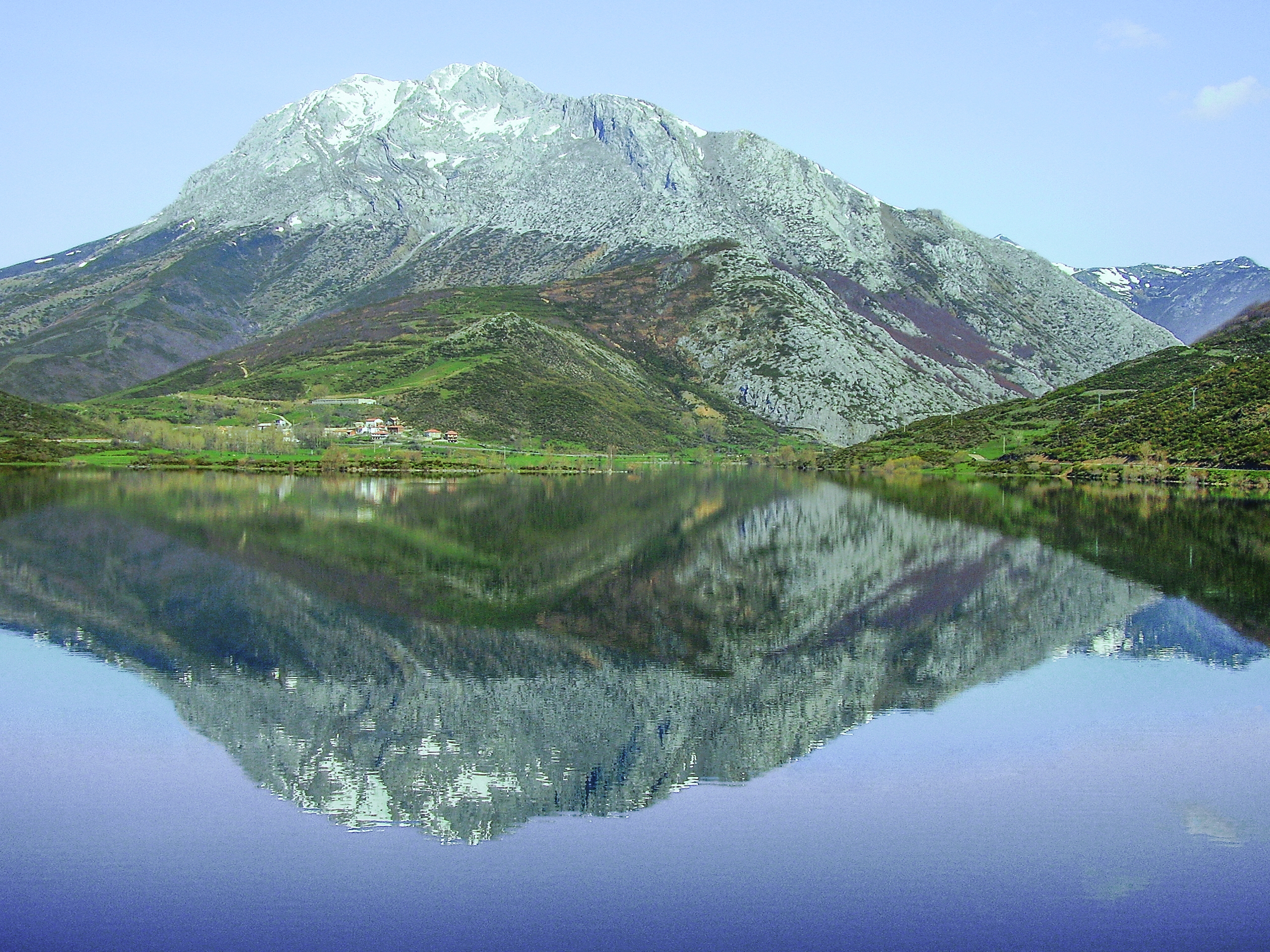
Vista sureste del Espigüete reflejado en el embalse de Camporredondo

### Geomorfología
Sus límites están establecidos por accidentes morfo-estructurales: hacia el Norte, el frente de cabalgamiento que dirige las aguas del Arroyo Mazobres; al Este, el complejo sinclinorio que hunde sus raíces en el arroyo de las Lomas; por el Oeste, se dibuja contra las vertientes metamórficas de los Caladillos y el Carrascal; y, hacia el Sur, su margen lo conforman los prolongados lomos de pizarras y areniscas de la Formación Cervera. A pesar de su apariencia, el Espigüete tiene numerosas oquedades en su interior, donde existen enormes cañones con ríos y lagos subterráneos, simas de gran profundidad y cuevas que lo convierten en un auténtico tesoro para los espeleólogos.

### Climatología
| Climograma de Espigüete | Climograma de Espigüete | Climograma de Espigüete | Climograma de Espigüete | Climograma de Espigüete | Climograma de Espigüete | Climograma de Espigüete | Climograma de Espigüete | Climograma de Espigüete | Climograma de Espigüete | Climograma de Espigüete | Climograma de Espigüete |
| --- | ----------------------- | ----------------------- | ----------------------- | ----------------------- | ----------------------- | ----------------------- | ----------------------- | ----------------------- | ----------------------- | ----------------------- | ----------------------- |
| E | F                       | M                       | A                       | M                       | J                       | J                       | A                       | S                       | O                       | N                       | D                       |
| 112 -1 -4 | 92 5 -3                 | 78 7 -3                 | 97 15 1                 | 79 19 5                 | 59 22 9                 | 31 25 12                | 6 27 10                 | 45 22 9                 | 105 14 4                | 106 8 -1                | 85 3 -4                 |
| temperaturas en °C • totales de precipitación en mm fuente: |                         |                         |                         |                         |                         |                         |                         |                         |                         |                         |                         |
| Conversión sistema imperial\| E \| F \| M \| A \| M \| J \| J \| A \| S \| O \| N \| D \| \| 4.4 30 25 \| 3.6 41 27 \| 3.1 45 27 \| 3.8 59 34 \| 3.1 66 41 \| 2.3 72 48 \| 1.2 77 54 \| 0.2 81 50 \| 1.8 72 48 \| 4.1 57 39 \| 4.2 46 30 \| 3.3 37 25 \| \| temperaturas en °F • totales de precipitación en pulgadas \| \| \| \| \| \| \| \| \| \| \| \| |                         |                         |                         |                         |                         |                         |                         |                         |                         |                         |                         |
| E | F                       | M                       | A                       | M                       | J                       | J                       | A                       | S                       | O                       | N                       | D                       |
| 4.4 30 25 | 3.6 41 27               | 3.1 45 27               | 3.8 59 34               | 3.1 66 41               | 2.3 72 48               | 1.2 77 54               | 0.2 81 50               | 1.8 72 48               | 4.1 57 39               | 4.2 46 30               | 3.3 37 25               |
| temperaturas en °F • totales de precipitación en pulgadas |                         |                         |                         |                         |                         |                         |                         |                         |                         |                         |                         |

### Flora
Constituye un área de transición en la que se mezclan taxones propios del centro y norte de Europa con otros característicos del mundo mediterráneo. 
Las condiciones climatológicas hacen que carezca de vegetación, desarrollándose sólo algún liquen y pequeñas plantas características de la alta montaña. Entre estas últimas es necesario destacar una variedad de sempervivum que sólo se da en este pico, descubierta en 1935 por el eminente botánico Paul Leon Giuseppi, y que lleva en su honor el nombre de Sempervivum Giuseppii.

## Historia

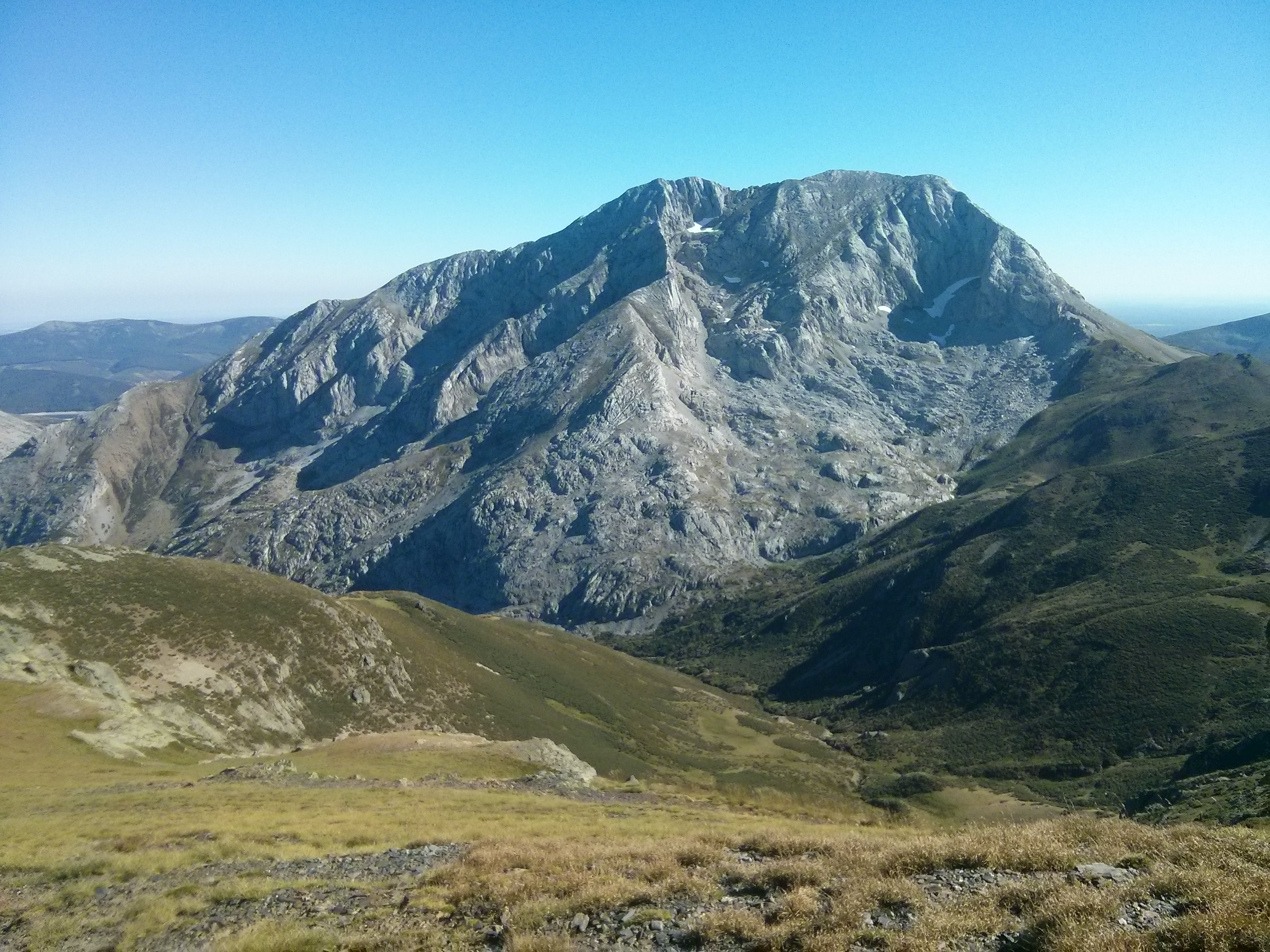
Vista del Espigüete desde el cordal de La Cerezuela

El geólogo y naturalista Casiano de Prado consta como el primero en ascenderlo, en 1854, y también lo hizo Aymar de Saint-Saud en 1892, en una de sus visitas a Picos de Europa.